# Achim Stoia
Achim Stoia (* 8. Juli 1910 in Mohu, Kreis Sibiu; † 2. April 1973 in Iași) war ein rumänischer Komponist, Dirigent, Hochschullehrer und Musikethnologe.

## Leben
Nachdem er 1920–1927 eine musikalische Ausbildung in Musiktheorie, Solfeggio und Chorpraxis bei Timotei Popovici an der „Andrei-Șaguna“-Lehrerbildungsanstalt in Sibiu erhalten hatte, studierte er 1927–1931 am Bukarester Konservatorium (der nunmehrigen Musikuniversität) u. a. bei Alfonso Castaldi, Dimitrie Cuclin, Dumitru Georgescu Kiriac und George Breazul. Wichtigen Einfluss hatte der Unterricht bei Constantin Brăiloiu, dessen enger Mitarbeiter bei der Sammlung und Dokumentation rumänischer bzw. moldauischer Volksmusik er wurde. 1934–1936 setzte Stoia seine Ausbildung in Paris an der Schola Cantorum bei Paul le Flem, Charles Koechlin, François Ruhlmann und Édouard Scriortino sowie parallel an der École normale de musique bei Paul Dukas und Igor Stravinsky fort.
Während des Zweiten Weltkriegs ließ er sich 1943 in Iași nieder, wo er Professor für Musiktheorie und Harmonielehre und später Rektor des „George-Enescu“-Konservatoriums (nunmehr Musikuniversität) wurde. 1948–1961 war er außerdem Dirigent und 1950–1959 Direktor der Filarmonica Moldova Iași (Moldova-Philharmonie Iași). Daneben bekleidete er die Funktion des Sekretärs der Sektion des Verbandes der rumänischen Komponisten und Musikwissenschaftler in Iaşi. Für seine Arbeit erhielt er mehrere staatliche Auszeichnungen in der Volksrepublik bzw. Sozialistischen Republik Rumänien, so den Staatspreis (1952) und den Orden des Sterns der Sozialistischen Republik Rumänien, 3. Klasse (1971).

## Werke (Auswahl)

### Orchester
- Umkreisungen (1937)
- Choralvariationen (1947)
- Drei Spiele aus Siebenbürgen (1947)
- Aus der Welt der Kinder. Suite (1950)
- Sinfonische Suite Nr. 2 (1952)
- Sinfonische Suite Nr. 3 (1956)
- Sinfonische Suite Nr. 4 „Sibiuer“ (1956)
- Moldauische Rhapsodie (1963)
- Kleine Suite (1966)
- Sinfonische Suite Nr. 6 „Siebenbürgische“ (1967)

### Solo und Kammermusik
- Introduktion und Passacaglia für Klavier (1955)
- Allegro scherzando für Violine und Klavier (1946)

Zahlreiche weitere Instrumentalwerke, Lieder, Chorsätze, Volksliedbearbeitungen u. a.